# Perdita torchioi
Perdita torchioi är en biart som beskrevs av Timberlake 1980. Perdita torchioi ingår i släktet Perdita och familjen grävbin. Inga underarter finns listade i Catalogue of Life.